# Graeme Connal
Graeme Connal (Glasgow, 12 de septiembre de 1969) es un deportista británico que compitió por Escocia en curling.
Ganó cinco medallas en el Campeonato Mundial de Curling entre los años 1991 y 2009, y cuatro medallas en el Campeonato Europeo de Curling entre los años 1991 y 2008.
Participó en los Juegos Olímpicos de Vancouver 2010, ocupando el quinto lugar en la prueba masculina.

## Palmarés internacional
| Representando a Escocia |                              |                   |        |
| Campeonato Mundial      |                              |                   |        |
| Año                     | Lugar                        | Medalla           | Prueba |
| 1991                    | Winnipeg (Canadá)            | Medalla de oro    | Equipo |
| 1993                    | Ginebra (Suiza)              | Medalla de plata  | Equipo |
| 1995                    | Brandon (Canadá)             | Medalla de plata  | Equipo |
| 2008                    | Grand Forks (Estados Unidos) | Medalla de plata  | Equipo |
| 2009                    | Moncton (Canadá)             | Medalla de oro    | Equipo |
| Campeonato Europeo      |                              |                   |        |
| Año                     | Lugar                        | Medalla           | Prueba |
| 1991                    | Chamonix (Francia)           | Medalla de plata  | Equipo |
| 1992                    | Perth (Reino Unido)          | Medalla de bronce | Equipo |
| 2007                    | Füssen (Alemania)            | Medalla de oro    | Equipo |
| 2008                    | Örnsköldsvik (Suecia)        | Medalla de oro    | Equipo |